# Коле (Мачерата)
Коле (итал. Colle) насеље је у Италији у округу Мачерата, региону Марке.
Према процени из 2011. у насељу је живело 120 становника. Насеље се налази на надморској висини од 336 м.